# Poberże
Poberże (biał. Пабержы, Pabierży; ros. Побержи, Pobierży) – część wsi Kupczele na Białorusi, w obwodzie witebskim, w rejonie brasławskim, w sielsowiecie Opsa.
Do 1973 roku samodzielna wieś.

## Historia
W czasach zaborów wieś leżała w granicach Imperium Rosyjskiego.
W latach 1921–1945 wieś leżała w Polsce, w województwie nowogródzkim (od 1926 w województwie wileńskim), w powiecie brasławskim, w gminie Opsa.
Według Powszechnego Spisu Ludności z 1921 roku zamieszkiwały tu 123 osoby, wszystkie były wyznania rzymskokatolickiego. Jednocześnie 112 mieszkańców zadeklarowało polską przynależność narodową a 11 litewską. Było tu 18 budynków mieszkalnych. W 1931 w 17 domach zamieszkiwały 73 osoby.
Wierni należeli do parafii rzymskokatolickiej w Opsie. Miejscowość podlegała pod Sąd Grodzki w Opsie i Okręgowy w Wilnie; właściwy urząd pocztowy mieścił się w Opsie.
W wyniku napaści ZSRR na Polskę we wrześniu 1939 miejscowość znalazła się pod okupacją sowiecką. Od czerwca 1941 roku pod okupacją niemiecką. W 1944 miejscowość została ponownie zajęta przez wojska sowieckie i włączona do Białoruskiej SRR.
Od 1991 w składzie niepodległej Białorusi.